# Kościół Wszystkich Świętych i klasztor Benedyktynek we Lwowie
Kościół Wszystkich Świętych i klasztor Benedyktynek we Lwowie – jest położony przy pl. Wiczewa 2 (przed 1945 – plac Benedyktyński). Był to najstarszy katolicki klasztor żeński na ziemiach ruskich Korony Polskiej.

## Historia kościoła i klasztoru
Zespół klasztorny sióstr benedyktynek obrządku łacińskiego powstał po 1593 roku, gdy Katarzyna Szaporowska przekonała swojego ojca Adama Szaporowskiego herbu Junosza, żeby przekazał na utworzenie klasztoru jej posag oraz jej sióstr Anny i Krystyny (wszystkie trzy wstąpiły do klasztoru). W tym samym roku Katarzyna kupiła za 1200 zł dwór Herburtów i wybudowano drewniany kościół, po spaleniu którego w 1597 roku położono fundament pod kolejny drewniany kościół. Uposażenie klasztoru stanowiły cztery wsie: Chlebiczyn, Michałów (obecnie Michałków), Kluczów i Szaporowce koło Kołomyi, w okresie późniejszym doszły Dąbrowice i Lesienice. Najstarszą częścią klasztoru jest skrzydło południowe będące przekształconym dawnym dworem Herburtów z 2. połowy XVI wieku. W 1595 roku powstanie klasztoru zatwierdził arcybiskup Jan Dymitr Solikowski. Fundacji w 1596 roku pobłogosławił papież Klemens VIII i w tym samym roku zatwierdził król Zygmunt III Waza. W 1597 roku odbyły się uroczyste obłóczyny pierwszych sześciu zakonnic, w tym Katarzyny Szaporowskiej. W 1598 roku do Lwowa przybyło dziesięć kolejnych zakonnic z Chełmna, gdzie mieściła się siedziba odnowionej polskiej gałęzi benedyktynek. Przysłała je stamtąd ksieni i reformatorka zakonu, Magdalena Mortęska. W 1610 roku klasztor otoczono murem, który jednak nie stanowił dostatecznej ochrony, ponieważ zakonnice w 1615 roku były ewakuowane z klasztoru z powodu najazdu Tatarów. W 1618 roku w testamencie murator Paweł Rzymianin napisał, że pracował dla klasztoru i że niewiele zostało do zakończenia budowy. Do 1624 roku z inicjatywy ksieni Anny Szaporowskiej zakończono budowę murowanego kościoła (data z łuku tęczy), który w 1627 roku został konsekrowany przez arcybiskupa Jana Andrzeja Próchnickiego.
Zespół kościelno-klasztorny został wzniesiony u stóp Wysokiego Zamku na terenie Przedmieścia Krakowskiego (zwanego też Żółkiewskim). Ponieważ położony był na skraju ówczesnego Lwowa, otrzymał – podobnie jak klasztor bernardynów – obronny charakter. Obronny charakter założenia podkreślały wysokie i grube mury obronne z przyporami i oknami-strzelnicami oraz masywna, surowa bryła jednonawowego kościoła pozbawionego fasady. We wnętrzu kościoła zbudowano chór muzyczny. Dobudowano też trzykondygnacyjną wieżę w kształcie baszty obronnej, która zachowała się w niezmienionej postaci. Dolna kondygnacja wieży posiada niszę z posągiem Anioła Stróża, natomiast jej górną część zdobi gzyms i fryz, a zwieńczenie stanowi charakterystyczna attyka bogato dekorowana w stylu manieryzmu niderlandzkiego. Jedna z sal na pierwszym piętrze klasztoru miała sklepienie sieciowe, wsparte na jednym filarze, co było jedynym tego rodzaju rozwiązaniem architektonicznym we Lwowie.

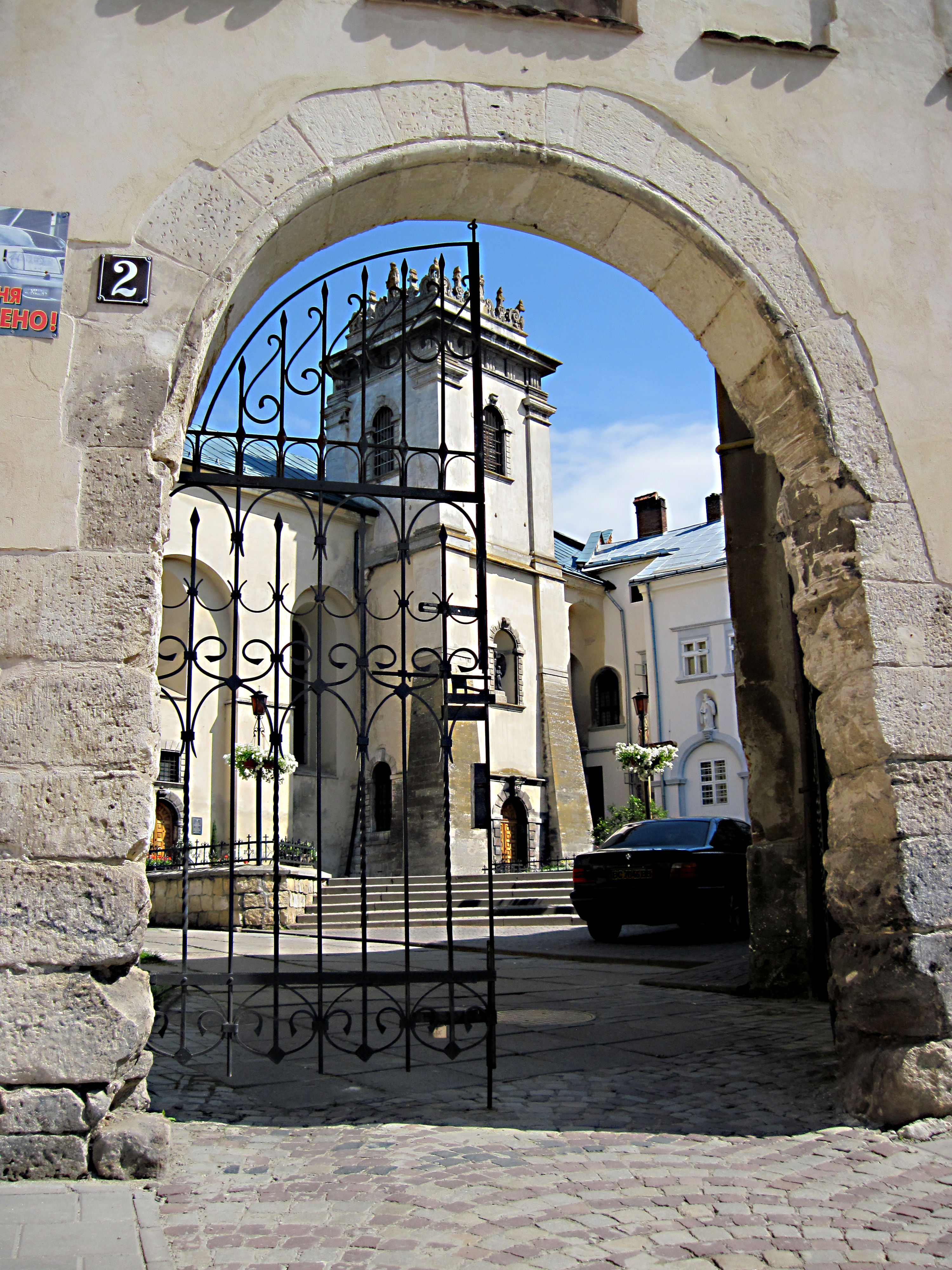
Brama wejściowa do klasztoru

Nad portalem w wykuszu umieszczono rzeźbę; rzeźby umieszczono też pośrodku każdej ze ścian. W 1640 roku ksienią została Dorota Daniłowiczówna, ciotka późniejszego króla Jana III Sobieskiego, który po koronacji uposażył dodatkowo klasztor. W 1670 roku król Michał Korybut Wiśniowiecki nadał klasztorowi prawo warzenia piwa i trzy browary. W 1676 król Jan III Sobieski, który szczególną opieką otaczał klasztor benedyktynek we Lwowie, zezwolił im na założenie własnej jurydyki, opartej na prawie magdeburskim.
W pierwszym stuleciu swego istnienia zakon dynamicznie się rozwijał i liczył około 60 sióstr. W 1717 roku wykonano remont kościoła.
W XVIII wieku przy wejściu na dziedziniec klasztorny wybudowano okazałą, barokową bramę, ozdobioną malowidłami i rzeźbami. Przy okazji przebudowy zmieniono też dekoracje fasad budynków. Wejście do klasztoru stanowiła wsparta na trzech kolumnach trójarkadowa loggia ze sklepieniem krzyżowym.
W 1772, w chwili I rozbioru Polski, w klasztorze mieszkało 25 zakonnic. Prowadzona przez nie szkoła uratowała klasztor przed austriacką kasatą.
W 1868 powstał zrealizowany projekt zmiany nachylenia dachu i zmiany wieżyczki na sygnaturkę. W 1889 roku klasztor powiększono o nowe skrzydło zachodnie.
W 1933 roku benedyktynki weszły w skład odrodzonej polskiej prowincji pw. Niepokalanego Poczęcia Najświętszej Maryi Panny. W tym też okresie rozbudowały szkołę, dobudowując od strony południowej nowe skrzydło.
Ostatnia msza w kościele benedyktynek została odprawiona 14 maja 1946 roku, a następnie klasztor i kościół zostały zamknięte przez władze sowieckie. Siostry benedyktynki zmuszone były w maju 1946 roku wyjechać do pocysterskiego klasztoru w Krzeszowie na Dolnym Śląsku. W opuszczonym klasztorze umieszczono urząd inwentaryzacji budowlanej, a w kościele rozebrano ołtarze.
Po uzyskaniu przez Ukrainę niepodległości w 1990 zespół kościelno-klasztorny był początkowo nieczynny, po czym przekazano go greckokatolickim siostrom studytkom. Nosi on obecnie nazwę – świątynia Wszystkich Świętych (ukr. храм Всіх Святих) i klasztor Pokrowski sióstr studytek (ukr. монастир Святої Покрови Сестер Студиток).
W 2016 r. siostry benedyktynki obrządku łacińskiego powróciły do Lwowa, zakładając klasztor pw. św. Józefa i kościół pw. św. Opata Benedykta w podlwowskiej wsi Sołonka.